# Onthophagus baeri
Onthophagus baeri là một loài bọ cánh cứng trong họ Bọ hung (Scarabaeidae).